# Сокрытый народ

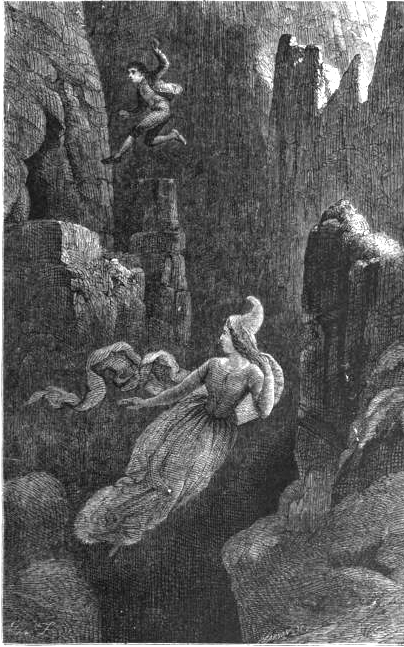
Прыжок человека в «эльфийскую бездну». Иллюстрация к исландской легенде о Хильдур, королеве эльфов.

Сокрытый народ, хульдуфоулк (исл. Huldufólk, от huldu, «скрытый, тайный» и fólk, «народ») — термин, принятый для обозначения сверхъестественных эльфоподобных существ, персонажей исландского и фарерского фольклора. Согласно преданиям, сокрытый народ часто селится в курганах, холмах и скалах. В исландских сказках эти существа обычно невелики ростом, но в остальном похожи на смертных людей и носят человеческую одежду, чаще всего зеленую, а по покрою схожую с традиционным исландским костюмом XIX века. Они нередко являются людям во сне, а наяву, как правило, остаются невидимыми, хотя при желании могут показаться человеку. С этим связано исландское поверье о том, что кидаться камнями опасно: можно ненароком попасть в кого-то из хульдуфоулк. В фарерских народных сказках хульдуфоулк высоки ростом, черноволосы и одеваются во все серое.
В исландской фольклористике XIX века сокрытый народ отождествлялся с альвами (эльфами; исл. álfar, аульвы). Йоун Арнасон полагал, что эти понятия синонимичны, не считая того обстоятельства, что слово álfar употреблялось также как бранное. По мнению Конрада фон Маурера, термин «сокрытый народ» возник как эвфемизм, позволявший не называть альвов по имени лишний раз. Однако имеются указания на то, что в современных исландских поверьях эти два термина относятся к двум различным группам сверхъестественных существ. Так, по данным Катрин Сонтаг, некоторые (хотя и не все) исландцы проводят различие между аульвами и сокрытым народом. Опрос, проведенный в 2006 году, показал, что «54% респондентов не отличают эльфов от сокрытого народа, 20% — отличают, а оставшиеся 26% не уверены в ответе».

## Происхождение образа
Представления о сокрытом народе восходят к древнескандинавским верованиям, распространившимся в Исландии еще в начальный период колонизации. Упоминания об альвах и прообразы сокрытого народа встречаются уже в сочинениях Снорри Стурлусона и в поэзии скальдов. Альвы фигурируют и в Старшей Эдде, где выступают как сверхъестественные существа, ассоциирующиеся с плодородием.
Начиная с XI века древние языческие представления о сверхъестественных существах стали вбирать в себя христианские мотивы. Так, согласно одной христианской народной сказке, сокрытый народ произошел от Адама и Евы: однажды Бог посетил первых людей, пожелав увидеть все их потомство, но Ева спрятала от него нескольких детей, которых не успела умыть. Бог раскрыл ее обман и сказал: «Что человек прячет от Бога, то Бог сокроет от человека». Поэтому хульдуфоулк, происходящие от неумытых детей Евы, обычно остаются невидимыми, хотя и могут при желании показываться людям. Другие христианизированные предания утверждают, что хульдуфоулк — это потомство Адама и Лилит или падшие ангелы, которые не присоединились к мятежу Сатаны, но и не встали на сторону Бога и за это были приговорены обитать между небом и преисподней до Страшного суда.
Одним из последствий христианизации Исландии стало официальное осуждение танцев, первые свидетельства которого относятся еще к XII веку, а эльфы тесно ассоциировались с танцами по меньшей мере с XV века. В одной народной сказке эльфы объединяются с крестьянами, чтобы отомстить представителю властей, запретившему людям собираться на танцы.
В XIII—XIV веках в Исландию стали ввозить книги из континентальной Европы, оказывавшие влияние на развитие представлений об эльфах. Как отмечает фольклорист Арни Бьёрнссон, множество новых преданий о хульдуфоулк появилось в XVII—XVIII веках, когда народ Исландии переживал тяжелые времена. Поверья о сокрытом народе продолжают появляться даже в наши дни, и к настоящему времени насчитывается уже более 1600 источников, относящихся к этой теме.

## Праздники
C сокрытым народом в Исландии особо связаны четыре праздника: канун Нового года, Тринадцатая ночь (исл. Þrettándinn, 6 января), канун Иванова дня (исл. Jónsmessa, 24 июня) и ночь перед Рождеством (25 декабря). Традиционный элемент празднования Тринадцатой ночи — «костры альвов» (исл. álfabrennur).
Во многих исландских сказках сокрытый народ или альвы вторгаются в человеческие дома в канун Рождества и поднимают шум, устраивают буйные игры и пляски, а иногда и похищают, сводят с ума или убивают людей. Чтобы предотвратить подобные нападения, в Исландии принято наводить в домах чистоту перед Рождеством и оставлять в рождественскую ночь угощение для хульдуфоулк.
В канун Нового года, согласно поверьям, альвы покидают свои старые дома и переезжают на новые места. Чтобы они не заблудились в темноте, исландцы оставляют для них свечи на подоконниках.
Поверье, связанное с кануном Иванова дня, гласит: если человек выйдет из дому в эту ночь и сядет на перекрестке дорог, альвы попытаются соблазнить его угощениями и подарками. Тот, кто поддатся соблазну, подвергнет себя большой опасности, но тот, кто устоит, будет щедро вознагражден.

## В фольклористике
Некоторые исследователи указывали на тесную связь представлений о сокрытом народе с особенностями исландской природы. Так, Б. С. Бенедикс, рассматривая предложенное Йоуном Арнасоном объединение сказок об эльфах, троллях и сверхъестественных обитателях водоемов в одну группу, отмечает: «Причина этому, разумеется, совершенно ясна. Когда в окружающем ландшафте преобладают скалы и камни, принявшие причудливые и пугающие формы под действием вулканической активности, ветра и воды, <…> воображение естественным образом цепляется за эти природные явления». Эту точку зрения разделяет и Анна Хейда Паульсдоуттир: по ее словам, для местности, где столь часто случаются извержения вулканов, сходы горных лавин и землетрясения, вовсе не удивительно, что «самому ландшафту приписывалась некая тайная жизнь. За подобной непредсказуемостью и жестокостью наверняка должны были стоять некие незримые силы».
Оулина Торвардардоуттир пишет: «Устные предания об исландских эльфах и троллях, без сомнения, выполняли функцию предостерегающих притч. Они учили детей, что не следует уходить далеко от человеческого жилья, наставляли в топографической истории Исландии и внушали почтительный страх перед суровыми силами природы».
По мнению Майкла Стрмиски, «хульдуфоулк <…> не столько сверхъестественные (supernatural) существа, сколько ультраприродные (ultranatural): они олицетворяют не преодоление природы в надежде на лучшую участь, а глубокое почтение к земле и таинственным силам, способным даровать урожай и вызывать недород и голод». «Итак, — утверждает Алан Бушер, — в этих сказках, хранящих немало народных (а в некоторых случаях, вероятно, и дохристианских) верований, явственно выражено амбивалентное отношение к природе, которая была для исландца одновременно и врагом, и кормильцем».
Роберт Андерсон полагает, что в Исландии по сей день идут активные процессы синкретизма: «…по меньшей мере в нескольких случаях наблюдается синкретическое слияние христианских верований, элементов спиритизма и местных поверий об эльфах».
Фольклорист Терри Гуннель отмечает, что в легендах, записанных в XVIII—XIX вв., хульдуфоулк предстают «почти что зеркальными отражениями тех людей, которые рассказывали о них сказки, — за тем исключением, что они красивы, могущественны, привлекательны и свободны от забот, тогда как исландцы зачастую голодали и боролись за выживание. По-видимому, хульдуфоулк во многих отношениях олицетворяют мечты исландцев о более совершенной и счастливой жизни».
Антрополог Йоун Хаукур Ингимундарсон высказывает мнение, что в преданиях о сокрытом народе, записанных со слов исландских женщин в XIX в., отразился тот факт, что в Исландии лишь около 47% женщин состояли в браке, а их незамужним сестрам «зачастую отводились совершенно иные функции и общественный статус. <…> большинство исландских девушек были обречены на вспомогательную роль в домашнем хозяйстве». Далее он утверждает, что сказки об эльфах оправдывали статусные и ролевые различия между сестрами и «внушали молодым девушкам <…> стоическую максиму: „Никогда не отчаиваться!“ Это была своего рода психологическая подготовка для тех, кому в итоге не удавалось выйти замуж. Такие женщины теряли не только прежний статус, но и возможность реализовать свою сексуальность в законном браке, а в результате подчас прибегали к детоубийству, чтобы скрыть нежеланные и неприемлемые последствия случайных любовных связей; этот мотив <…> присутствует в некоторых сказках о хульдуфоулк».
Анна Петржкевич полагает, что сокрытый народ олицетворяет идеализированную индивидуальную и общественную идентичность исландцев, ключевые составляющие которой — «гордость за прошлое и вера в уникальность и исконную чистоту природы».

## В современной Исландии
Опрос 1974 года среди исландцев, родившихся в период с 1904 по 1944 годы, показал, что в существование скрытого народа твердо верили около 7% опрошенных (эта цифра уменьшилась по сравнению с предыдущим исследованием: среди родившихся в период с 1870 по 1920 годы о вере в хульдуфоулк заявило около 10% участников опроса). Более поздние опросы показали, что в аульвов убежденно верят 7—8% исландцев, а около 45% не исключают возможности, что сокрытый народ существует. По данным исследования, проведенного факультетом общественных наук Университета Исландии в Рейкьявике в 2006—2007 годах, около 62% опрошенных допускают вероятность реального существования аульвов. Подобные опросы иногда подвергались критике как нерепрезентативные, но Терри Гуннель, подводя итог исследованиям в этой области, отмечает: «Очень немногие готовы с ходу заявить, что они „верят“ в нечто подобное, но и отрицать это они тоже не склонны».
Арни Бьёрнссон полагает, что современные поверья, связанные с хульдуфоулк, одновременно и упрощены, и приукрашены с целью позабавить детей и туристов. По его мнению, это всего лишь игра или рекламный трюк, призванный привлечь в страну побольше гостей и, в целом, безобидный, хотя и существенно искажающий реальную картину представлений о сокрытом народе.

### Туризм

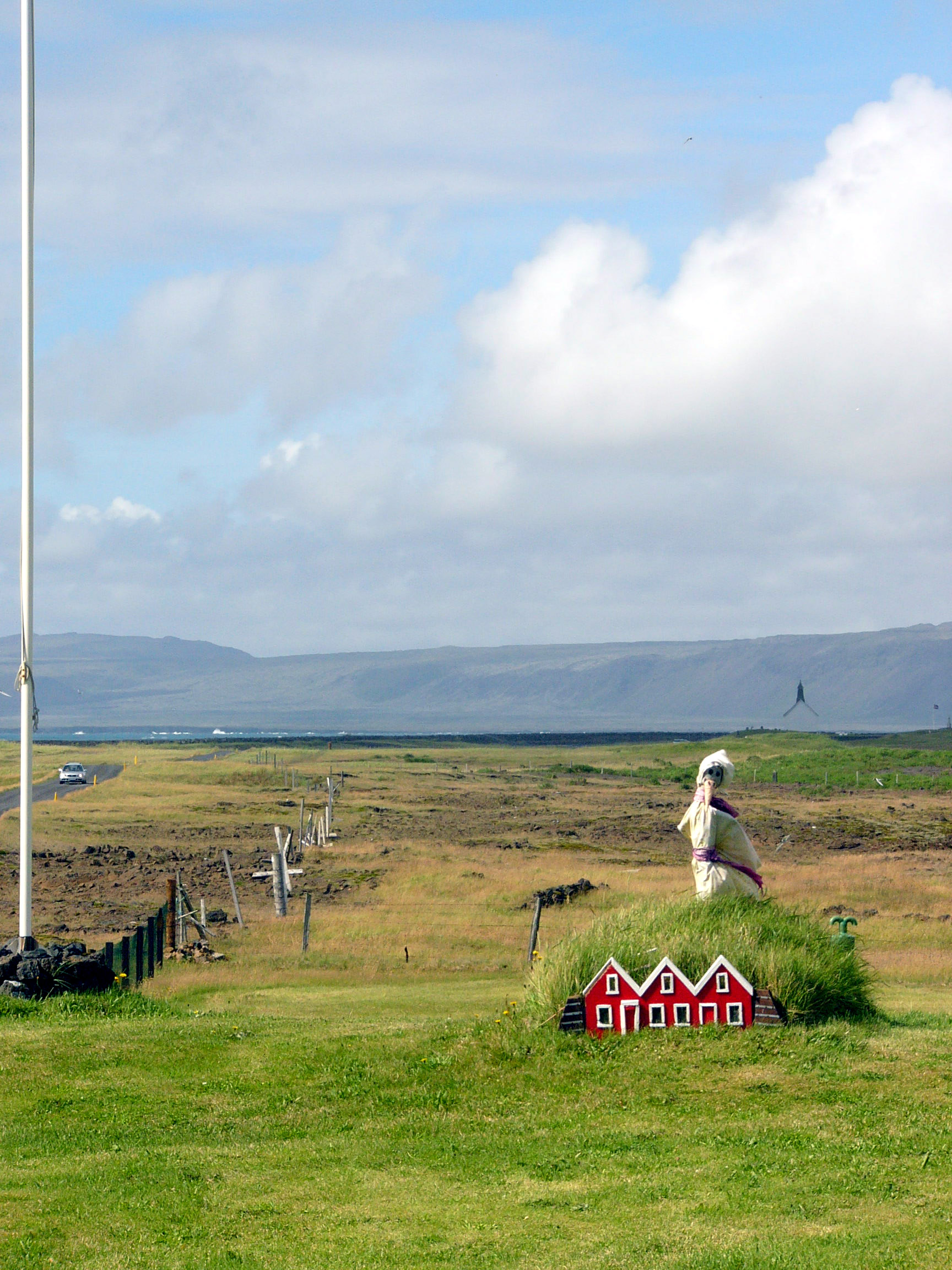
«Эльфийский дом» в окрестностях Страндакиркьи на юге Исландии.

Народные сказки и легенды о сокрытом народе имеют важное значение для туризма: многих путешественников привлекает возможность выбрать для экскурсии, например, 90-минутный пешеходный маршрут «по следам эльфов» около Хабнарфьордюра, окрестности которого считаются «эльфийской столицей» Исландии. Тур включает в себя прогулку по парку Хеллисгерди — по тропинкам, петляющим через лавовое поле, на котором растут высокие деревья, а летом выставлены кадки с деревцами-бонсай; утверждают, что здесь находится самое крупное в городе поселение эльфов.
Музей «Чудеса Исландии» в Стоксейри обещает посетителям прогулку «в мир исландских эльфов и сокрытого народа» и возможность «краешком глаза увидеть, как они живут».
«Школа эльфов» (Álfaskólinn) в Рейкьявике преподает основы знаний о разновидностях исландских эльфов и о том, как с ними правильно обращаться, а также проводит «научные исследования» по поиску эльфов и устраивает пятичасовые образовательные экскурсии в мир сокрытого народа.

### Влияние на общественную жизнь
В исландской истории известны случаи, когда под влиянием поверий о сокрытом народе отменялись или перерабатывались проекты по строительству дорог, что выяснялось, что территории, по которым должна пройти дорога, считаются местами обитания эльфов. Арни Бьёрнссон полагает, что это современный миф, возникший из-за одного случая, когда во время строительства дороги в Коупавогюре в 1971 году сломался бульдозер и водитель заявил, что в поломке виноваты эльфы, будто бы живущие в соседней скале. Тем не менее, Вальдимар Хафстейн, фольклорист и этнолог из Университета Исландии в Рейкьявике, сообщает, что в 1970-е годы администрации дорожного строительства пришлось нанять «специалиста для общения с эльфами», которые якобы препятствовали строительству новой дороги.
В 1982 году 150 исландцев отправились на базу НАТО в Кеблавике, чтобы проверить «нет ли в окрестностях эльфов, которым могут повредить американские „Фантомы“ и разведывательные самолеты АВАКС». В 2004 году
В 2004 году американской металлургической компании «Алкоа», намеревавшейся построить в Исландии алюминиевый завод, пришлось обратиться к правительственному эксперту и получить сертификат, который удостоверял, что стройка не затронет мест, имеющих важное археологическое значение и, в том числе, связанных с поверьями о хульдуфоулк. В 2011 году некоторые исландцы связывали с эльфами или сокрытым народом необычный природный феномен в деревне Болунгарвик, где над жилыми домами прошел дождь из камней. В 2013 году из-за протестов со стороны защитников эльфов был отменен проект строительства дороги, которая должна была соединить города Аульфтанес и Гардабайр: протестующие заявляли, что дорога уничтожит места обитания сокрытого народа и оскорбит традиционные верования местных жителей.